# Amadeo Bordiga
Amadeo Bordiga, född 13 juni 1889 i Resina (nu Ercolano), Kampanien, död 23 juli 1970 i Formia, Lazio, var en framstående italiensk kommunist.
Bordiga var aktiv i Italienska socialistpartiet, Italienska kommunistpartiet, Kommunistiska internationalen och senare Internationalistiska kommunistiska partiet. Han avvisade en pedagogisk inriktning på politiskt arbete och utvecklade en historisk partiteori där det slås fast att partiet med nödvändighet utgör en minoritet av klassen och där en sociologisk definition av arbetarklassen förkastas. Bordiga var en avgjord motståndare till den form av demokrati som han associerade med borgerlig elektoralism och betonade ofta och hårt att den parlamentariska demokratin är en bedräglig form av borgerligt klassherravälde som bör ställas sida vid sida med fascismen och krossas vid proletariatets maktövertagande. Bordiga har beskrivits som "mer leninist än Lenin" och var en del av strömningen "vänsterkommunism". 

## Bordiga om privategendom och socialism
Efter andra världskriget formulerade Bordiga en teori om produktionssättets karaktär i Sovjetunionen och i Östeuropa som en kapitalism av samma slag som i Väst fast mindre utvecklad. I diskussionerna om Ryssland (han föredrog att säga Ryssland och inte Sovjetunionen då han menade att det där uppenbart inte längre existerade någon sovjetmakt) argumenterade han bland annat emot den mycket spridda uppfattningen att statligt ägande av produktionsmedlen ("socialisering") skulle innebära att kapitalismen eller privategendomen vore avskaffad. Socialismen var för Bordiga istället:
| ” | negationen av all egendom, eller av varje ägandesubjekt (privat individuellt, förenade individer, staten, nationen, och även samhället) liksom av varje föremål för ägande (jorden… arbetsmedlen i allmänhet och arbetsprodukterna). | „ |
| – | |   |

För Bordiga handlade socialismen eller kommunismen inte om ett övertagande av staten och företagen (även om han förordade partiets erövring av den politiska makten) och inrättandet av någon typ av fördelningssystem som grundade sig på att mäta arbetsinsatser. Socialismen/kommunismen skulle istället innebära ett slut på lönearbetet och penningsystemet:
| ” | Kapitalismen kommer att existera så länge som produkter förs till marknaden eller på något sätt är 'värderade' som tillgångar hos företag – avgränsade ekonomiska öar, även en väldigt stor sådan – medan motprestationen arbete debiteras till dessa. [E]tt samhälle baserat på löner betalda med pengar är ett icke-kommunistiskt, privatekonomiskt samhälle, och låt oss tillägga: även om det inte finns några gods- eller kapitalägare. | „ |
| – | |   |

## Biografisk översikt
1889
- Bordiga föds i Resina i närheten av Neapel (Italien) den 13 juni.

1907
- I gymnasiet läser han Det kommunistiska manifestet efter påverkan från sina filosofilärare. Gradvis får den marxistiska teorin fäste bland socialistiska kretsar i Neapel.

1910
- Bordiga blir antagen till ingenjörsstudier i Neapel.
- Han blir medlem av Partito socialista italiano, PSI (Italienska socialistpartiet), den italienska socialdemokratin.

1912
- Bordiga grundar i Neapel ”Circolo Carlo Marx” (”Karl Marx-cirkeln”) emot reformismen inom det egna partiet.
- Bordiga blir redaktör för tidningen L’Avanguardi som ägnar stort utrymme åt att propagera mot det italienska militära äventyret i Libyen.
- Vid PSI:s kongress i Reggio nell'Emilia är Bordiga ledare för ”Revolutionär ungdom”.

1914
- I tidningen Il socialista går han till angrepp mot krigsförespråkarna medan PSI:s officiella linje var neutral.

1916
- Bordiga rekryteras för militärtjänst, dock inte till fronten.

1918
- Bordiga gifter sig med Ortensia de Meo som han senare får två barn tillsammans med. de Meo var en kämpande socialist som han redan kände från Karl Marx-cirkeln.
- I december grundar Bordiga tidningen Il soviet som mycket snabbt blir ett organ för den kommunistiska strömningen inom PSI och som häftigt kritiserar reformismen inom partiet.
- Vid PSI:s 15:e kongress vinner Bordiga stöd för Lenins teser om den internationella revolutionen och talar som representant för Kommunistiska abstentionistiska fraktionen.

1920
- Bordiga deltar vid Kommunistiska internationalens andra kongress. Här ger han sitt stöd åt Lenin och bidrar till att ta fram de 21 villkoren för anslutning till Kommunistiska internationalen. Bordiga argumenterar emot kommunistiska partiers deltagande i parlamentariska val i de industrialiserade länderna då han menar att detta hindrar en revolutionär utveckling.
- I oktober lägger han fram manifestet för den kommunistiska fraktionen.
- I diskussionerna om en eventuell utbrytning från PSI deltar också Gramsci och Terracini.

1921
- Vid PSI:s kongress i Livorno i januari förklarar Bordiga att ett fortsatt samarbete mellan revolutionärerna, reformisterna och maximalisterna är omöjligt. Kommunisterna lämnar byggnaden och grundar i en annan lokal Italienska kommunistpartiet som en sektion av Kommunistiska internationalen. Partiet flyttar sitt säte till Milano och börjar sin aktivitet under Bordigas ordförandeskap.
- Bordiga skriver regelbundet i alla de fyra tidningarna Il soviet, Il comunista, L’ordine nuovo (som leddes av Antonio Gramsci) och det teoretiska organet Rassegna comunista.
- Han företräder bland annat uppfattningen att Kommunistiska internationalen inte ska vara en federation av nationella partier utan istället ett enhetligt världsparti.
- I december deltar han vid Franska kommunistpartiets kongress i Marseille som representant för Kommunistiska internationalen.

1922
- Vid Kommunistiska internationalens fjärde kongress i november företräder Bordiga Italienska kommunistpartiet. Den fascistiska marschen till Rom äger rum endast två veckor fram i tiden.

1923
- Under våren blir Bordiga arresterad av polisen och delges anklagelsen ”komplott mot staten”.
- I juni ersätts den arresterade partiledningen av Palmiro Togliatti och Terracini.
- Efter rättegången och fängelsevistelsen erbjuder Kommunistiska internationalen Bordiga att återta sin plats i partiets exekutivkommitté. Han avböjer med motiveringen att han då av disciplinskäl skulle behöva försvara ståndpunkter som inte är hans egna och att detta skulle vara ett misstag i förhållande till organisationen.

1924
- I januari börjar han i Neapel ge ut månadstidskriften Prometeo som blir en röst åt vänstern inom partiet.
- Vid en konferens i Como i mars ger majoriteten av partiet sitt stöd till vänsterns teser. Bordiga motsätter sig att omröstningen överhuvudtaget äger rum.
- Vid Kommunistiska internationalens femte kongress lägger han fram ”Teser om taktiken” vilka framförallt riktar sig mot den revisionistiska högern. Teserna förkastas.

1925
- Bordiga försvarar Lev Trotskij emot angreppen från stalinisterna.
- Bordigas huvudmålsättning är kampen mot opportunismen inom Kommunistiska internationalen liksom inom Italienska kommunistpartiet.
- I december offentliggör han vänsterns handlingsprogram i tidningen Unitá

1926
- Deltar i hemlighet vid Italienska kommunistpartiets kongress i Lyon i Frankrike. ”Lyonteserna” som formulerats av den kommunistiska vänstern förkastas av partiet. Italienska kommunistpartiet har vid denna tidpunkt genomgått en snabb förändring.
- I mars deltar han vid sammanträdet för Kommunistiska internationalens sjätte utvidgade exekutivkommitté (KIEK)
- Bordiga korresponderar med vänsterkommunister i andra länder, bland andra Karl Korsch.
- I november döms Bordiga av fascisterna utan rättegång till tre års förvisning. I sin frånvaro blir Bordigas hus demolerat.

1927
- Förvisning till Ustica och senare till Ponza, små öar vid den italienska kusten.
- Tillsammans med Gramsci organiserar han kurser för de fängslade med vetenskapliga teman.

1928
- Bordiga skriver en filosofisk avhandling om Friedrich Engels skrifter.

1929
- På Ponza skriver Bordiga en lättare introduktion till Marx Kapitalet, Elementi dell’economia marxista (’Den marxistiska ekonomins grunder’).
- Mot slutet av året släpps Bordiga ur fånglägret och placeras istället under husarrest.

1930
- Bordiga utesluts ur Italienska kommunistpartiet på grund av ”trotskistisk fraktionsverksamhet”.
- Bordiga hänger sig åt sitt arbete som brokonstruktionsingenjör.

1930–1945
- Under denna period i husarrest ägnar sig Bordiga inte åt politisk verksamhet. Han står då under den fascistiska, politiska polisens övervakning.
- År 1943 grundas i Norditalien Partito comunista internazionalista (Internationalistiska kommunistiska partiet) av vänsterkommunister och anhängare till Bordiga.
- Efter de anglo-amerikanska truppernas framryckning etableras den första politiska kontakten med gamla kamrater i Syditalien.

1945–1968
- Bordiga medverkar som en framträdande teoretiker i Internationalistiska kommunistiska partiet (senare Internationella kommunistiska partiet). Han står bakom talrika publikationer i Battaglia comunista, Prometeo och Il programma comunista.

1968
- Sjukdoms- och ålderskrämpor förhindrar ett fortsatt deltagande i partilivet.

1970
- Bordiga dör i Formia efter ett slaganfall den 23 juli 1970.